# Lorenzo Tassi
Lorenzo Tassi (Bovezzo, 1995. február 12. –) olasz labdarúgó.
Az "új Roberto Baggio-nak" is nevezett játékos játékjoga az Internazionale és a Brescia közös tulajdonában van, de az Internazionale Primavera-keretéhez tartozik. Támadó középpályást, középre vont támadót, mélységi irányítót játszik.
Első Serie A-mérkőzését csereként játszotta a Brescia színeiben a Fiorentina ellen. A 2011. május 22-i mérkőzésen az utolsó 15 percre állt be.
2011. augusztus 31-én, az átigazolási időszak utolsó napján került az Internazionale csapatához, ahol évekig a tartalékok között játszott. 2014. július 24-én került egy évre kölcsönbe a harmadosztályú AC Prato csapatához.
A korosztályos olasz válogatottakban is szerepel, legutóbb 2012. szeptemberében játszott a Macedónia elleni U18-as válogatott mérkőzésen.